# Miron Costin (okręg Neamț)
Miron Costin – wieś w Rumunii, w okręgu Neamț, w gminie Trifești. W 2011 roku liczyła 1733 mieszkańców.